# Icenusok

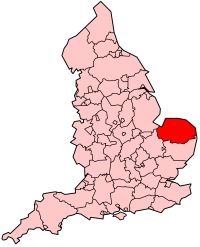
A mai Norfolk elhelyezkedése, ahol egykor az icenusok éltek

Az icenusok vagy icének (Klaudiosz Ptolemaiosznál: Szimenoszok), Britannia keleti partján, a mai Norfolk területén élt ókori brit törzs volt. Fővárosaik Cambotium (ma Cambridge) és Venta (ma Caistor) voltak. Boudica királynőjük vezetése alatt fellázadtak a rómaiak zsarnoksága ellen, és sokáig hősiesen harcoltak. Tacitus tesz említést róluk. 
Az icéneket Tacitus említi Annales (Évkönyvek) című művében, mely Kr. u. 118-ban íródott, ám a Kr. u. 47-es eseményekről szól. Tacitus leírja az icének 47-es lázadását a terjeszkedő Római Birodalom ellen, illetve a 60-as felkelést, melyet Boudica vezetett. A következő események vezettek a második felkeléshez:
A törzsi uralkodó, Prasutagus megpróbálta királyságának felét családjára hagyni, a római uralkodó, Claudius helyett. Prasutagus halálával azonban a helytartó, Catus Decianus kezére került a terület. Boudica királynő, Prasutagus felesége ezután nagy horderejű felkelést indított a római elnyomás ellen, kifosztotta Camulodunum-ot (Colchester), Londinium-ot (London) és Verulamium-ot (St Albans), mielőtt végleg legyőzték és megölték egy máig ismeretlen helyen, talán valahol Közép-Anglia nyugati részén, a Watling Street közelében.
Az icének legyőzésével a rómaiak az eredetileg icén területeket civitas-nak vagy közigazgatási területnek nyilvánították. 

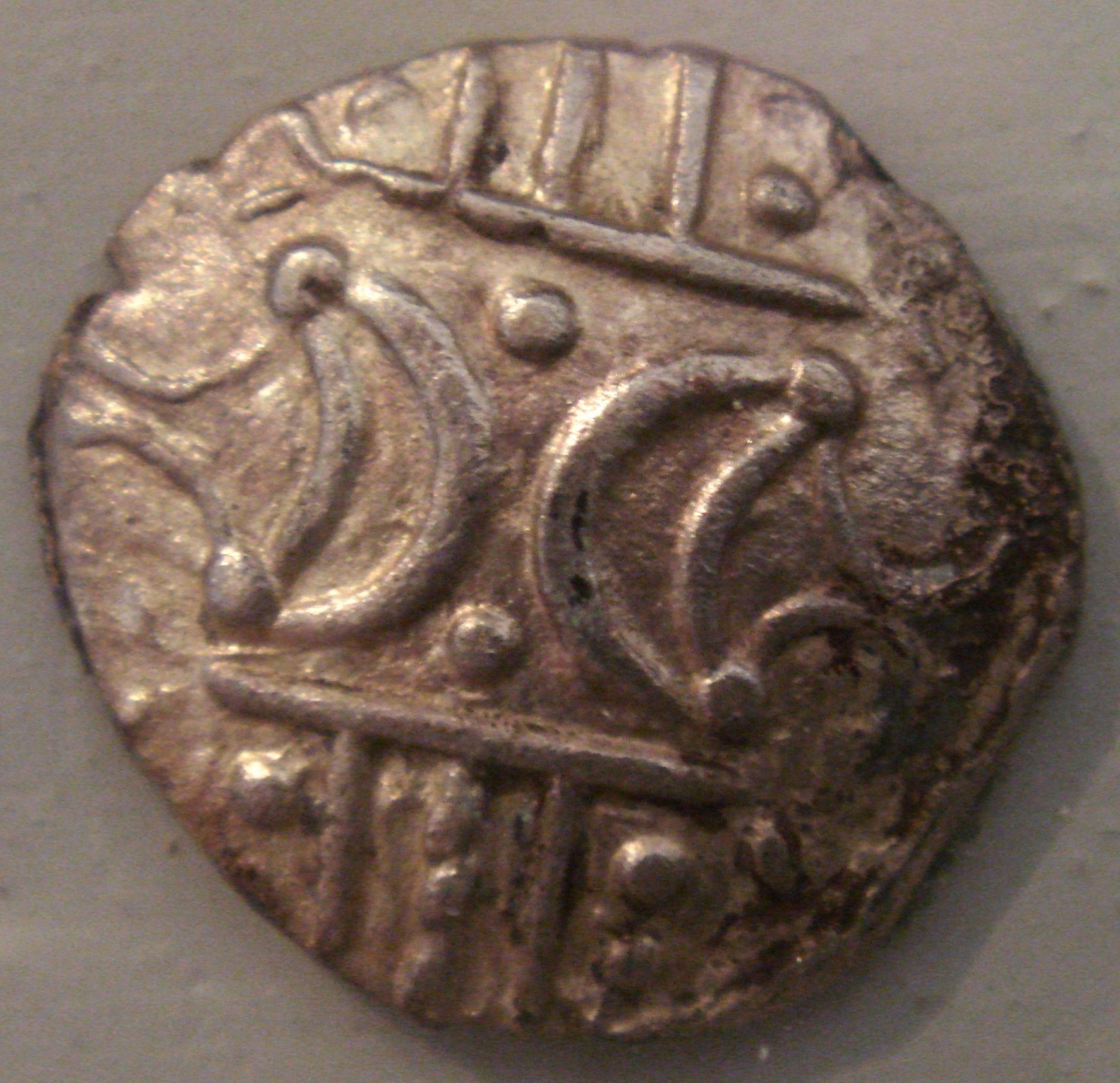
Icén érme

Az icének régészeti bizonyítékai a nyakperecek - nehéz arany, ezüst vagy arany-ezüst ötvözetből készült karikák, melyet a nyak körül és a vállakon viseltek. A ló szimbólumot is ezeken az érméken találták, mely azt bizonyítja, hogy ez az állat fontos volt az icének számára.